# Psalm 137

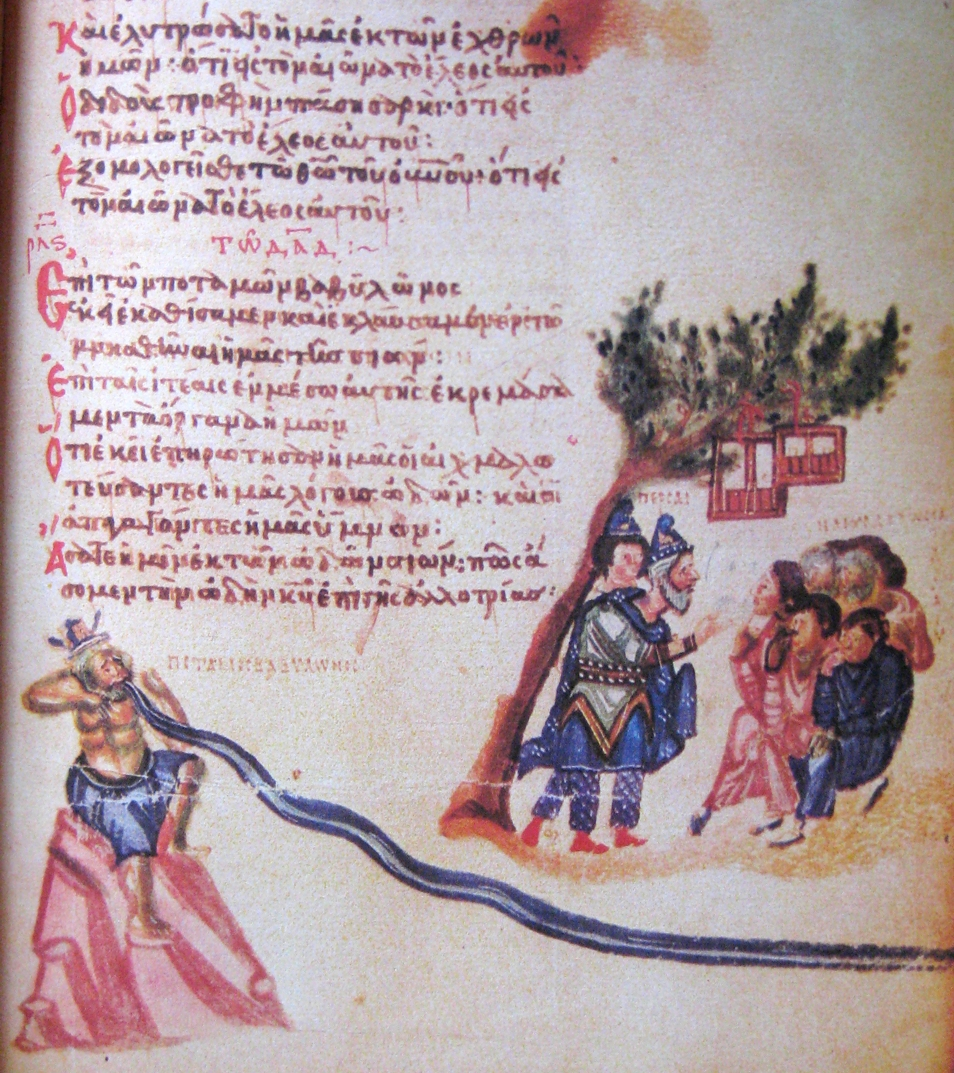
Psalm 137 w Psałterzu Chłudowa

Psalm 137 – psalm, który znajduje się w Biblii, w Księdze Psalmów. W Septuagincie psalm ten nosi numer 136.
Zaczyna się od słów:
Nad rzekami Babilonu 
 siedzieliśmy i płakali,
 wspominając Syjon
Psalm wyraża lamentację narodu wybranego w niewoli babilońskiej, opisuje tęsknotę za Jeruzalem. Wśród Izraelitów panowało przekonanie, że godziwy kult można było sprawować jedynie na ziemi Jahwe. Obszar, na których obecnie przebywali na wygnaniu, były uważane za nieczyste. Kończące psalm złorzeczenie, oddające ówczesne zwyczaje wojenne, skierowane jest przeciwko babilońskim najeźdźcom i sprzymierzonym z nimi Edomitom.

## Występowanie w muzyce
Psalm 137 jest często wykorzystywanym motywem w muzyce. Jego fragmenty czy nawiązania do niego znajdują się m.in. w:
- pieśni „Va, pensiero” z opery Nabucco Giuseppe Verdiego
- piosence The Melodians (spopularyzowanej przez Boney M.) pt. „Rivers of Babylon”
- piosence Ijahmana Leviego pt. „Jah is no secret”
- piosence Fernando Ortega pt. „City of Sorrows”
- oratorium Williama Waltona pt. „Belshazzar's Feast”
- piosence Dona McLeana pt. „Babylon” z albumu American Pie
- piosence grupy 2Tm2,3 pt. „Nad rzekami Babilonu”